# Ясень (древесина)
Ясень — древесина деревьев вида Ясень обыкновенный (лат. Fraxinus excelsior).
Согласно стандарту DIN 4076 для обозначения этой древесины используется сокращение «ES».

## Происхождение
Ареал ясеня простирается через всю Европу, особенно часто он встречается в северных предгорьях Альп, в Польше и на побережье Балтики. В Центральной Европе бук и ясень считаются важнейшими древесными породами. Ясень встречается как в пойменных лесах, у ручьёв и рек (так называемые «водяные ясени»), так и на сухих известковых почвах («известковые ясени»). Его часто используют при озеленении улиц и аллей.

## Оптические свойства древесины
Древесина ясеня относится к тем породам, которые могут иметь ядро отличающегося от заболони цвета, но часто этот цвет одинаков. Заболонь и ядро бывают серыми, беловатого, желтоватого или красноватого оттенка. Ядровая древесина старых деревьев порой принимает более тёмный цвет, до шоколадно-коричневого, что нежелательно. Лучшим для этой породы считается цвет и рисунок ядра, напоминающий древесину оливкового дерева (Olea europaea) с видимыми на поперечном разрезе волнистыми областями оливково-коричневых и светло-коричневых оттенков. Древесина пористая по годичным кольцам, волокна ранней древесины явственно больше и располагаются в чётко отличимых от спелой древесины многорядных кольцах. Годичные кольца также чётко видимы. Древесные лучи узкие и видны на продольных разрезах как «зеркальца». Обструганные поверхности обладают матовым блеском.

## Физические свойства
Древесина ясеня, имеющая среднюю плотность 690 кг/м³, относится к тяжёлым и твёрдым сортам дерева с хорошими прочностными характеристиками. Её прочность на разрыв и сгиб превышает прочность древесины дуба. Она эластична, износостойка и более вязка, чем многие отечественные породы древесины. При этом механические свойства древесины тем лучше, чем шире годичные кольца. Годичные кольца шириной свыше 1,5 мм, что часто встречается у «водяных ясеней», это признак хорошего качества древесины. Ясно выраженный цвет ядра на качество древесины не влияет.
Эту древесину можно обрабатывать как вручную, так и с помощью машин, в пропаренном состоянии её можно гнуть так же хорошо, как и древесину бука. Поверхностная обработка не представляет сложности, также её можно обрабатывать морилками. Ясень стоек к слабым основаниям и кислотам. Однако он недостаточно устойчив к воздействию внешней среды и его быстро повреждает контакт с землёй. Так как он с трудом поддаётся пропитке, его редко используют на открытом воздухе.

## Применение
Ясень часто применяют как в виде цельной древесины, так и в виде фанеры или шпона, например для кухонной, спальной или другой мебели, также в гнутых формах для стульев и кресел. Он находит применение в качестве покрытий для стен и потолков, при изготовлении паркета и половых досок. Для всех этих целей предпочтительно светлое дерево без ядра.
Особенно востребована эта древесина там, где предъявляются высокие требования к прочности, вязкости и эластичности, например для рукояток молотков, топоров, лопат, кос, граблей и другого садового инструмента. Из неё изготавливают также спортивные снаряды — шведские стенки, биты, кии, луки и санки. Из-за своей эластичности древесина европейского ясеня обычно использовалась для изготовления тростей.
Особенно большое значение имела древесина ясеня при изготовлении деревянных колёс, так как по своим свойствам она идеально подходит для большинства их частей. Её использовали для строительства молотилок и ткацких станков.
Древесина ясеня широко использовалась при строительстве вагонов и автомобилей. Английские кузовные мастера традиционно предпочитали работать именно с ясенем, а не используемым в других странах буком. Фирма «Morgan» до сих пор делает каркасы кузовов своих автомобилей из ясеня и ясеневой фанеры, считая его наиболее предпочтительным материалом с точки зрения сочетания лёгкости и прочности.
Более легкая разновидность называемая болотный ясень используется в производстве гитар и басов. Из ясеня делают свои гитары и басы как крупнейшие мировые бренды («Music Man», «Gibson»), так и мелкие фирмы и гитарные мастера, изготавливающие инструменты мелкими сериями или штучно под заказ.
Болотный ясень относительно хорошо резонирует и обладает относительно сбалансированным звуком.. В Северной Америке ресурсы болотного ясеня сильно сокращаются из-за инвазивных жуков-златок в результате чего «Fender» уже отказался от его использования в массовом производстве гитар.